# 国道447号

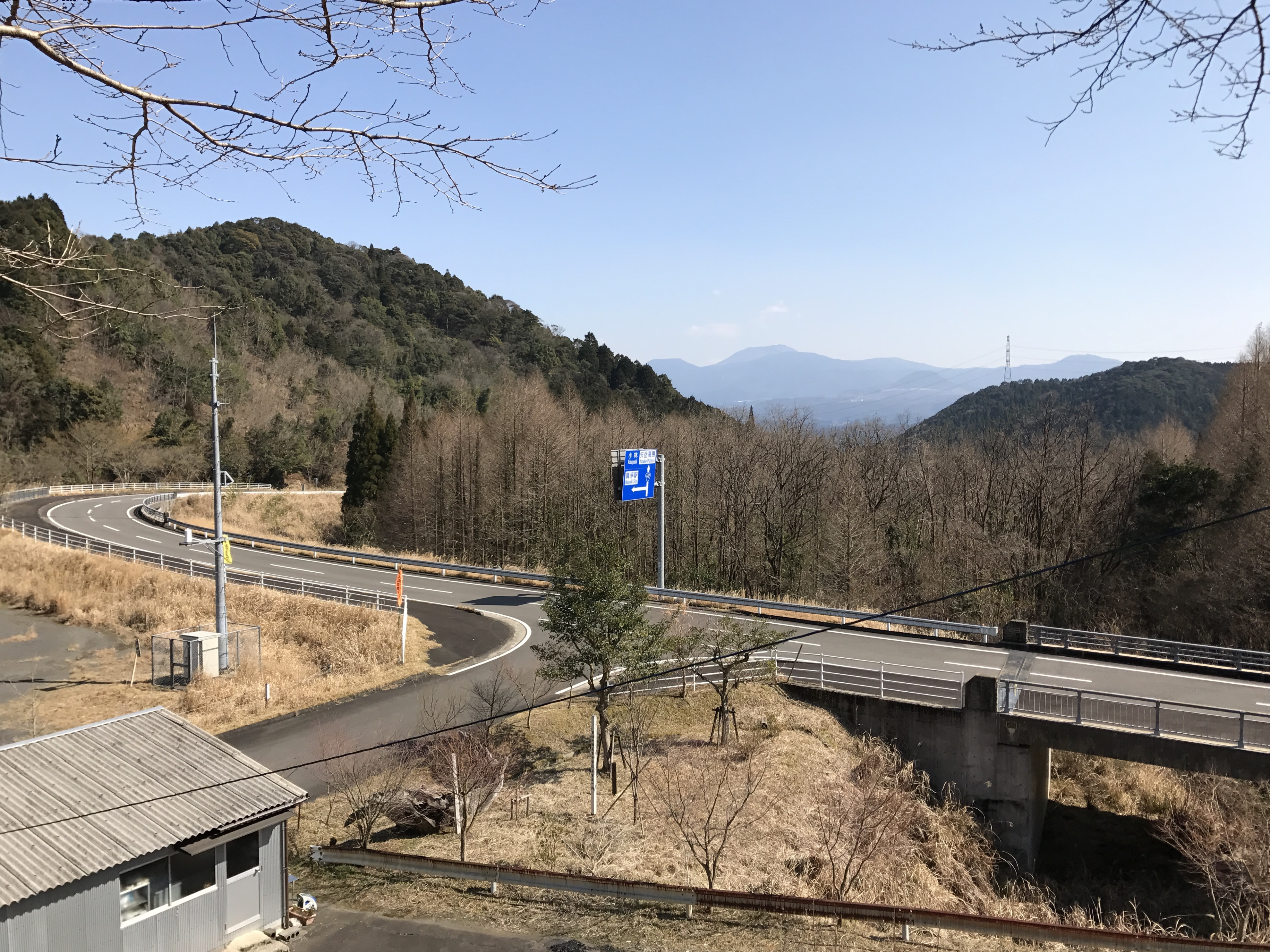
真幸駅前

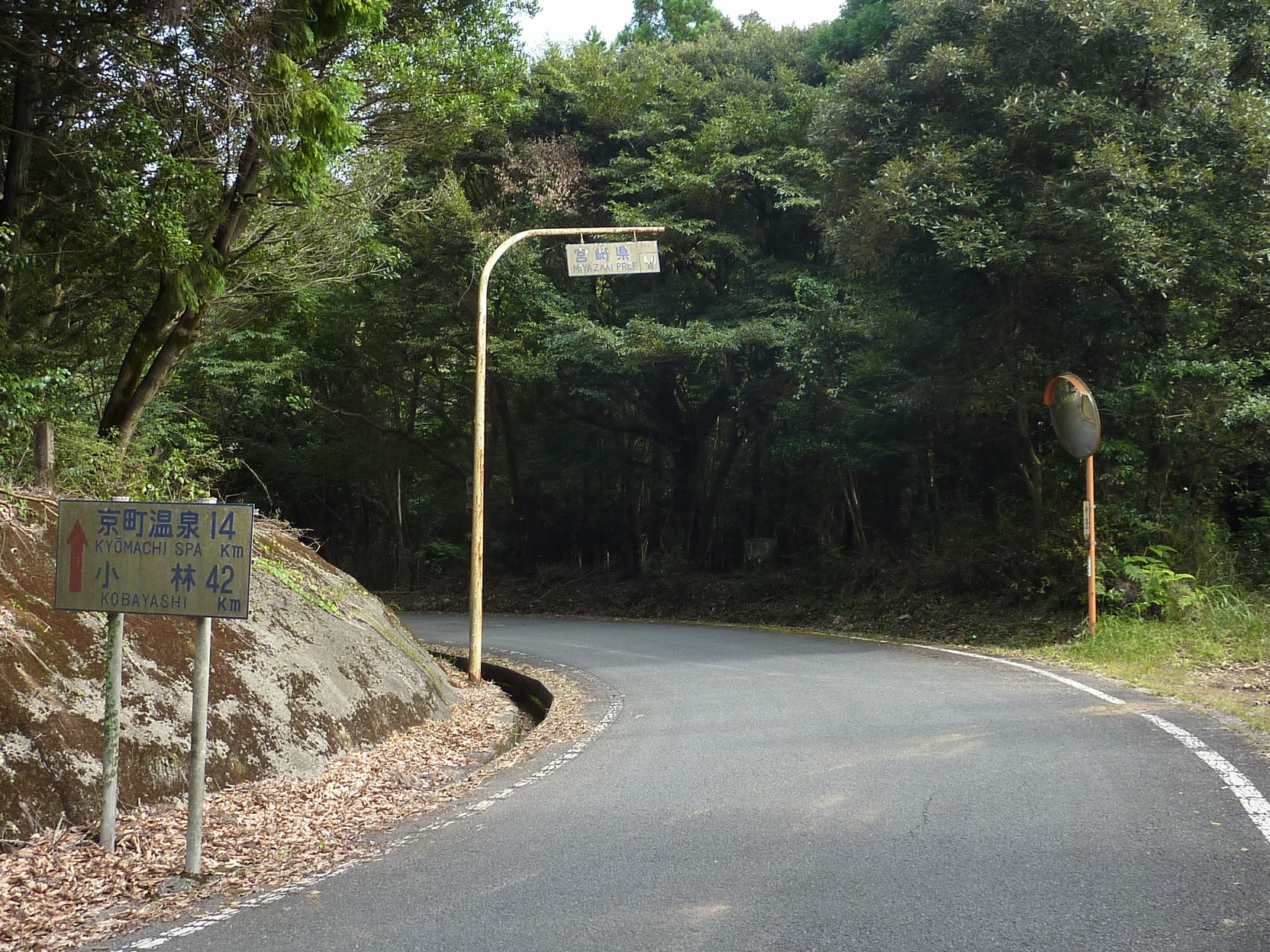
県境

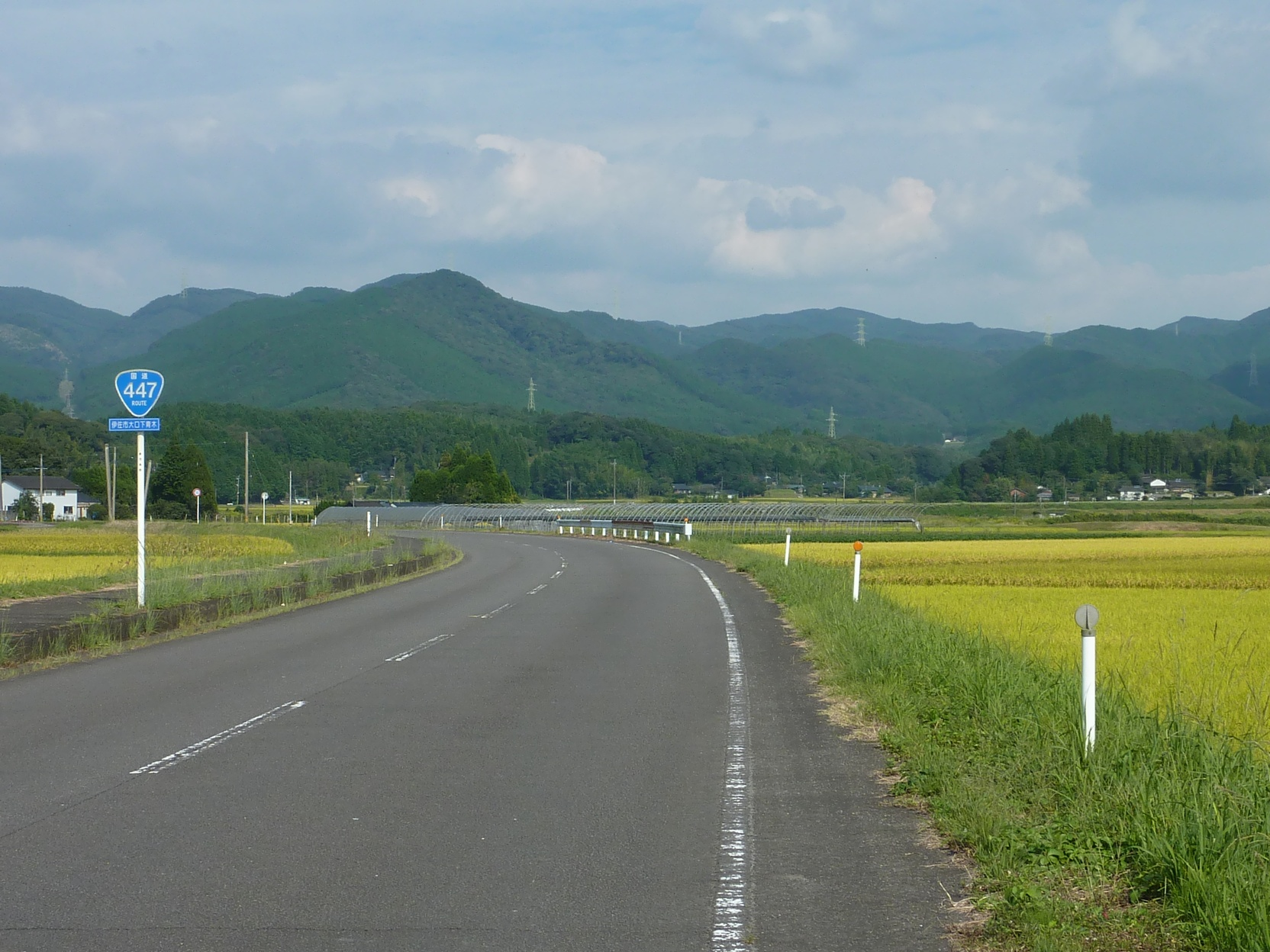
伊佐市大口青木

国道447号（こくどう447ごう）は、宮崎県えびの市から鹿児島県伊佐市を経由して、出水市に至る一般国道である。

## 概要
えびの市の真幸駅から伊佐市大口青木までの山間部は1 - 1.5車線道路で急カーブが多数あるため、現在、真幸バイパスの整備が進められている。

### 路線データ
一般国道の路線を指定する政令に基づく起終点および重要な経過地は次のとおり。
- 起点：えびの市（えびの市京町交差点 = 国道268号交点、宮崎県道53号京町小林線起点、宮崎県道408号矢岳高原京町線終点）
- 終点：出水市（米ノ津交差点 = 国道3号交点）
- 重要な経過地：大口市[注釈 2]
- 総延長 : 60.3 km（宮崎県 11.8 km、鹿児島県 48.5 km）重用延長を含む。[2][注釈 3]
- 重用延長 : 3.5 km（宮崎県 - km、鹿児島県 3.5 km）[2][注釈 3]
- 未供用延長 : なし[2][注釈 3]
- 実延長 : 56.8 km（宮崎県 11.8 km、鹿児島県 45.0 km）[2][注釈 3]
  - 現道 : 55.1 km（宮崎県 11.8 km、鹿児島県 43.3 km）[2][注釈 3]
  - 旧道 : 1.7 km（宮崎県 - km、鹿児島県 1.7 km）[2][注釈 3]
  - 新道 : なし[2][注釈 3]
- 指定区間：なし[3]

## 歴史
- 1982年（昭和57年）4月1日 - 一般国道447号指定。

## 路線状況

### 重複区間
- 国道268号（鹿児島県伊佐市大口目丸 - 伊佐市大口里）
- 国道267号（鹿児島県伊佐市大口里 - 伊佐市大口大島）

## 地理

### 通過する自治体
- 宮崎県
  - えびの市
- 鹿児島県
  - 伊佐市 - 出水市

### 交差する道路
| 交差する道路                                                                                    | 都道府県名 | 市町村名 | 交差する場所     | 交差する場所              |
| ----------------------------------------------------------------------------------------------- | ---------- | -------- | ---------------- | ------------------------- |
| 国道268号 宮崎県道53号京町小林線 宮崎県道408号矢岳高原京町線 重複区間起点                       | 宮崎県     | えびの市 | 大字向江         | えびの市京町交差点 / 起点 |
| 鹿児島県道・宮崎県道102号木場吉松えびの線 重複区間起点 宮崎県道408号矢岳高原京町線 重複区間終点 | 宮崎県     | えびの市 | 大字水流（つる） |                           |
| 鹿児島県道・宮崎県道102号木場吉松えびの線 重複区間終点                                          | 宮崎県     | えびの市 | 大字内竪         |                           |
| 国道268号 重複区間起点                                                                          | 鹿児島県   | 伊佐市   | 大口目丸         |                           |
| 国道267号 重複区間起点 国道268号 重複区間終点                                                   | 鹿児島県   | 伊佐市   | 大口里           |                           |
| 国道267号 重複区間終点                                                                          | 鹿児島県   | 伊佐市   | 大口大島         |                           |
| 鹿児島県道48号出水菱刈線                                                                        | 鹿児島県   | 出水市   | 上大川内         |                           |
| 熊本県道・鹿児島県道117号水俣出水線                                                             | 鹿児島県   | 出水市   | 上鯖淵           |                           |
| 鹿児島県道373号荘上鯖淵線                                                                       | 鹿児島県   | 出水市   | 上鯖淵           | 広瀬橋北口交差点          |
| 鹿児島県道370号出水停車場線 鹿児島県道372号沖田新蔵線                                           | 鹿児島県   | 出水市   | 昭和町           | 出水駅前交差点            |
| 国道3号                                                                                         | 鹿児島県   | 出水市   | 米ノ津町         | 米ノ津交差点 / 終点       |

### 交差する鉄道
- 肥薩線
- 九州新幹線
- 肥薩おれんじ鉄道